# Aprendizaje significativo
El aprendizaje significativo es, según el teórico estadounidense David Ausubel, un tipo de aprendizaje en que un estudiante asocia la información (versionista) nueva con la que ya posee; reajustando y reconstruyendo ambas informaciones en este proceso. Es decir, la estructura de los conocimientos previos condiciona los nuevos conocimientos y experiencias, y estos, a su vez, modifican y reestructuran aquellos. Este concepto y esta teoría se sitúan dentro del marco de la psicología constructivista.
El aprendizaje significativo ocurre cuando la información nueva se conecta con un concepto relevante ya existente en la estructura cognitiva (esto implica que las nuevas ideas, conceptos y proposiciones pueden ser aprendidos significativamente en la medida en que las ideas, conceptos o proposiciones relevantes ya existentes en la estructura cognitiva del educando sean claras y estén disponibles, de tal manera, que funcionen como un punto de anclaje de las primeras). A su vez, el nuevo conocimiento modifica la estructura cognoscitiva, potenciando los esquemas cognitivos que posibilitan la adquisición de nuevos conocimientos. El aprendizaje significativo consiste en la combinación de los conocimientos previos que tiene el individuo con los conocimientos nuevos que va adquiriendo. Estos dos al relacionarse, forman una conexión. Por ejemplo, los procesos de reflexión y construcción de ideas permiten contrastar las ideas propias expuestas con las de otros y revisar, al mismo tiempo, su coherencia y lógica, cuestionando su adecuación para explicar los fenómenos (Romero y Quesada, 2014). Estos procesos fomentan el cambio conceptual y permiten el desarrollo en el sujeto, esto es, el aprendizaje significativo'. Fink (2003) elaboró una nueva taxonomía de aprendizaje significativo que ofrece a los profesores un conjunto de términos para formular objetivos de aprendizaje para sus cursos. Está orientada a profesores e instituciones que deseen proporcionar una educación centrada en el aprendizaje.
Ausubel (1983) menciona el enfoque memorístico predominante en la educación actual, el cual se caracteriza por la repetición de información mediante procedimientos repetitivos. Aunque este método puede ser útil para adquirir conocimientos como números, cantidades o nombres, carece de profundidad en cuanto a la comprensión y retención a largo plazo.
Además, el aprendizaje significativo de acuerdo con la práctica docente se manifiesta de diferentes maneras y conforme al contexto del alumno, a los tipos de experiencias de cada uno y a la forma en que relaciona la información.

## Características
El aprendizaje significativo de Ausubel se diferencia del por repetición o memorístico por que el segundo es una mera incorporación de datos que carecen de significado para el estudiante, y que por tanto son imposibles de ser relacionados con otros previos sí significantes. El primero, además, es recíproco; existe una retroalimentación docente-alumno.
En el aprendizaje significativo los docentes crean un entorno de instrucción en el que los alumnos entienden la información que se les está mostrando; este tipo de aprendizaje conduce a la transferencia. Sirve para utilizar lo aprendido en nuevas situaciones, en un contexto diferente, por lo que más que memorizar hay que comprender, por la labor que un docente hace para sus alumnos. El aprendizaje significativo ocurre cuando una información nueva «se conecta» con un concepto relevante («subsunsor») pre-existente en la estructura cognitiva, esto implica que las nuevas ideas, conceptos y proposiciones pueden ser aprendidos significativamente en la medida en que otras ideas, conceptos o proposiciones relevantes estén adecuadamente claras y disponibles en la estructura cognitiva del individuo y que funcionen como un punto de "anclaje" a las primeras. Se da mediante dos factores: el conocimiento previo y la llegada de información nueva, la cual complementa a la información anterior, para enriquecerla. De esta manera se logra un panorama más amplio. El ser humano tiene la disposición de aprender «de verdad» sólo aquello a lo que le encuentra sentido o lógica. Tendemos a rechazar aquello a lo que «no le encontramos sentido». De aquí se desprende que «el único auténtico aprendizaje es el aprendizaje significativo, el aprendizaje con sentido». De otro modo el aprendizaje será puramente mecánico, memorístico, coyuntural: aprendizaje para aprobar un examen, para ganar la materia, etc. El aprendizaje significativo es un aprendizaje relacional. El sentido lo da la relación del nuevo conocimiento, con conocimientos anteriores, con situaciones cotidianas, con la propia experiencia, con situaciones reales, etc. (Juan E. León).
El aprendizaje, según Ausubel, se clasifica en categorías: intrapersonal, situacional, cognoscitivo y afectivo-social. La categoría intrapersonal se refiere a los factores internos del alumno. Incluye las variables de la estructura cognoscitiva, que son los conocimientos previos importantes para la asimilación de otra tarea de aprendizaje dentro del mismo campo. También considera la disposición del desarrollo, que se refiere a «la dotación cognoscitiva del alumno por la edad que tiene». Capacidad intelectual, se refiere a la aptitud escolar y la capacidad de aprender derivada de su inteligencia general. Factores motivacionales y actitudinales son el deseo de saber, la necesidad de logro y de autosuperación, y el interés. Factores de la personalidad, vinculadas al tipo de motivación, ansiedad y de ajuste personal. La categoría situacional incluye la Práctica que se refiere a la frecuencia, distribución y método de realimentación y condiciones generales. El ordenamiento de los materiales de enseñanza que incluyen la función de cantidad, dificultad, dimensión de los procesos, lógica interna, secuencia, velocidad y uso de apoyos didácticos. Ciertos factores sociales y de grupo como el clima psicológico del aula, cooperación y competencia, el estrato social, segregación racial y marginamiento cultural. Características del profesor en función de sus conocimientos, competencias cognoscitivas, conocimiento de la materia, competencia pedagógica, personal y actitudinal. La categoría cognoscitiva incluye los factores intelectuales objetivos, las variables de la estructura cognoscitiva, la disposición con respecto al desarrollo, la capacidad intelectual, la práctica y los materiales didácticos. La categoría afectivo-social remite a la motivación, actitudes, personalidad, factores de grupo y sociales y las características del profesor.

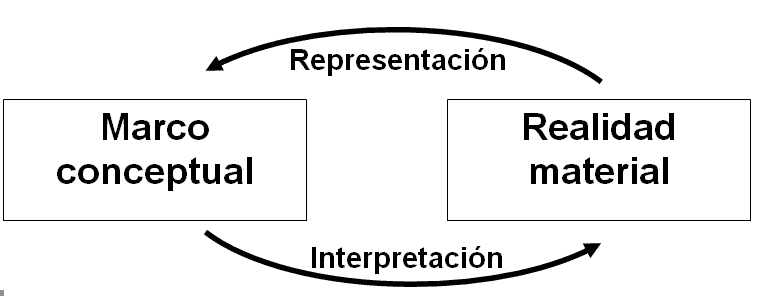
Interpretación y representación como operaciones cognitivas duales. Representar es formar un concepto o contenido mental a partir de una realidad, mientras que interpretar es asignar a un concepto o idea una realidad material relacionada con él.

Ausubel considera que hay distintos tipos de aprendizajes significativos:
1. Las representaciones, es decir, la adquisición del vocabulario que se da previo a la formación de conceptos y posteriormente a ella. El aprendizaje de representaciones ocurre cuando se igualan en significado símbolos arbitrarios con sus referentes (objetos, eventos, conceptos) y significan para el alumno cualquier significado al que sus referentes aludan. Consiste en hacerse del significado de símbolos o de lo que éstos representan.
2. Los conceptos: para construirlos se necesita examinar y diferenciar los estímulos reales o verbales, abstracción y formulación de hipótesis, probar la hipótesis en situaciones concretas, elegir y nominar una característica común que sea representativa del concepto, relacionar esa característica con la estructura cognoscitiva que posee el sujeto y diferenciar este concepto con relación a otro aprendido con anterioridad, identificar este concepto con todos los objetos de su clase y atribuirle un significante lingüístico. El aprendizaje de conceptos significa adquirir las ideas unitarias genéricas o categorías que son representados por símbolos solos. Aprender un concepto consiste en aprender cuáles son sus atributos de criterio, los que sirven para distinguirlo e identificarlo. La formación de conceptos se adquiere mediante la experiencia directa, generando hipótesis, comprobando y generalizando.
3. Las proposiciones se adquieren a partir de conceptos ya existentes, en los cuales existe diferenciación progresiva (concepto subordinado); integración jerárquica (concepto supraordinado) y combinación (concepto del mismo nivel jerárquico). En el subordinado es aprendizaje por inclusión derivativa si una proposición lógica significativa de una disciplina particular se relaciona significativamente con proposiciones específicas superordinadas en la estructura cognoscitiva del alumno. Es inclusión correlativa si es una extensión, elaboración, modificación o limitación de proposiciones previamente aprendidas. El aprendizaje supraordinado se manifiesta cuando una proposición nueva se relaciona con ideas subordinadas específicas en la estructura cognoscitiva existente. El aprendizaje combinatorio sucede cuando una proposición no puede vincularse con nociones subordinadas y superordinadas específicas de la estructura cognoscitiva del alumno pero es relacionable con un fundamento amplio de contenidos generalmente relevantes de tal estructura.

Ausubel postula el aprendizaje por recepción como el mecanismo humano que se utiliza para adquirir y almacenar ideas e información de cualquier campo del conocimiento. Es un proceso activo porque requiere analizar los conocimientos previos para trabajar el material significativo, aprender las similitudes y diferencias y reformular el material de acuerdo al intelecto y vocabulario del alumno.
Otro concepto del aprendizaje significativo es la Diferenciación progresiva. En el núcleo de la teoría de la asimilación está la idea de que los nuevos significados se adquieren a través de la interacción del conocimiento nuevo con los conceptos o proposiciones previamente aprendidos. Este proceso de asimilación secuencial de significados nuevos produce la diferenciación progresiva de conceptos o proposiciones con el rendimiento consecuente de los significados. El aprendizaje se refiere al proceso de adquisición de significados a partir de los significados potenciales expuestos en el material de aprendizaje y en hacerlos más disponibles. Cuando la materia de estudio está programada de acuerdo con los principios de la diferenciación progresiva, las ideas más generales e inclusivas de la disciplina se presentan primero, y luego se diferencian progresivamente en función de los detalles y la especificidad. La diferenciación progresiva de la estructura cognoscitiva, a través de la programación de la materia, se realiza empleando una serie jerárquica de organización (en orden descendente de inclusividad) donde cada organizador precede a la correspondiente unidad de material detallado y diferenciado; y ordena el  material de cada unidad  por grados descendentes de inclusividad.
Para Ausubel, el aprendizaje significativo requiere de Organizadores previos. Estos contribuyen a que el alumno reconozca que los elementos de los materiales de aprendizaje nuevos pueden aprenderse significativamente relacionándolos con los aspectos específicamente pertinentes de la estructura cognoscitiva existente; los organizadores son presentados a un nivel más elevado de abstracción, generalidad e inclusividad que el nuevo material por aprenderse. Sin embargo, los verdaderos organizadores previos están diseñados para facilitar el aprendizaje significativo de tópicos unitarios o de conjuntos de ideas íntimamente relacionadas. Ausubel plantea algunos tipos de organizadores previos:
1. Introductorios. En situaciones de aprendizaje verbal significativo, es preferible presentar materiales introductorios adecuados a un nivel elevado de generalidad e inclusividad antes que el material de aprendizaje, cuya pertinencia para la tarea de aprendizaje es explícita. Estos materiales de aprendizaje más generales e inclusivos sirven a modo de “puente cognoscitivo” para facilitar la vinculación del nuevo material de aprendizaje con los elementos pertinentes y a disposición del alumno en su estructura cognoscitiva. Estos organizadores normalmente se presentan antes que el material de aprendizaje en sí y se emplean para facilitar el establecimiento de una actitud favorable hacia el aprendizaje significativo.
2. Expositivos. En el caso de un material relativamente nuevo, se emplea un organizador “expositivo” para proporcionar incluidores pertinentes y próximos. El efecto facilitador de los organizadores puramente expositivos, no obstante, parece limitarse típicamente a los alumnos que poseen bajas capacidades verbales y analíticas, y en consecuencia quizá menos capacidad para construir un esquema adecuado de su propio material organizador nuevo.
3. Comparativos. En el caso de un material de aprendizaje relativamente familiar, se utiliza un organizador “comparativo” para integrar las ideas nuevas con los conceptos básicamente similares dentro de la estructura cognoscitiva y para aumentar la discriminabilidad entre las ideas nuevas y las previamente existentes que sean esencialmente diferentes pero susceptibles de confundirse.

Otro concepto de esta teoría es el de Reconciliación integradora: refiere a las ideas centrales y unificadoras de una disciplina, que se aprenden antes de que se introduzcan la información y conceptos periféricos. A medida que información nueva es incluida dentro de un concepto o proposición dados, aquella se aprende y el concepto o proposición incluida se modifica. Así pues, la nueva información es adquirida y los elementos previamente existentes pueden asumir una nueva organización y así un nuevo significado. Es esta recombinación de elementos a lo que se llama reconciliación integradora: se presenta de mejor modo cuando las posibles fuentes de confusión son eliminadas. La reconciliación integradora es una forma de diferenciación progresiva de la estructura cognoscitiva que ocurre en el aprendizaje significativo.
Con base en los conceptos anteriores se lleva a cabo la Transferencia.  El principio que regula esta función es la diferenciación progresiva porque con base en ella las ideas más generales e inclusivas de la disciplina se presentan primero, y luego se diferencian progresivamente en función de los detalles y la especificidad. Para Ausubel existe transferencia cuando el estudiante es capaz de integrar en su estructura cognoscitiva representaciones, conceptos y proposiciones incluyentes, claras y estables.
El aprendizaje significativo se logra cuando la estructura cognoscitiva se modifica. Para Ausubel, la Estructura cognoscitiva es el contenido sustancial de la estructura del conocimiento del individuo y las propiedades principales de organización dentro de un campo específico de estudio. Las variables de  la estructura cognoscitiva son los conocimientos existentes en la estructura previo al momento del aprendizaje.

## Ideas básicas del aprendizaje significativo
1. Los conocimientos previos han de estar relacionados con aquellos que se quieren adquirir de manera que funcionen como base o punto de apoyo para la adquisición de conocimientos nuevos.
2. Es necesario desarrollar un amplio conocimiento metacognitivo (hace referencia a las capacidades de los seres humanos de imputar ciertas ideas u objetivos a otros sujetos e incluso entidades ) para integrar y organizar los nuevos conocimientos.
3. Es necesario que la nueva información se incorpore a la estructura mental y pase a formar parte de la memoria comprensiva.
4. Aprendizaje significativo y aprendizaje mecanicista no son dos tipos opuestos de aprendizaje, sino que se complementan durante el proceso de enseñanza. Pueden ocurrir simultáneamente en la misma tarea de aprendizaje. Por ejemplo, la memorización de las tablas de multiplicar es necesaria y formaría parte del aprendizaje mecanicista, sin embargo su uso en la resolución de problemas correspondería al aprendizaje significativo.
5. Requiere una participación activa del docente donde la atención se centra en el cómo se adquieren los aprendizajes.
6. Se pretende potenciar que el discente construya su propio aprendizaje, llevándolo hacia la autonomía a través de un proceso de andamiaje. La intención última de este aprendizaje es conseguir que el discente adquiera la competencia de aprender a aprender.
7. El aprendizaje significativo puede producirse mediante la exposición de los contenidos por parte del docente o por descubrimiento del discente.
8. El aprendizaje significativo utiliza los conocimientos previos para, mediante comparación o intercalación con los nuevos conocimientos, armar un nuevo conjunto de conocimientos.

El aprendizaje significativo trata de la asimilación y acomodación de los conceptos. Se trata de un proceso de articulación e integración de significados. En virtud de la propagación de la activación a otros conceptos, de la estructura jerárquica o red conceptual, esta puede modificarse en algún grado, generalmente en sentido de expansión, reajuste o reestructuración cognitiva, constituyendo un enriquecimiento de la estructura de conocimiento del aprendizaje.
Principios constructivistas para la formación docente
1. Atender el saber y el saber hacer
2. Contempla el contenido de la materia, los procesos de enseñanza-aprendizaje y la práctica docente.
3. Toma como punto de partida el análisis y el cuestionamiento del proceso didáctico del sentido común.
4. Es el resultado de la reflexión crítica y colaborativa del cuerpo docente.
5. Constituye un proceso de reflexión que intenta romper barreras y condicionamientos previos.
6. Genera un conocimiento didáctico integrador y una propuesta para la acción.
7. Contempla el análisis del contenido disciplinar, en el marco del proyecto curricular y educativo en cuestión.
8. Abarca: conceptos, principios y explicaciones (saber); procedimientos (saber hacer); actitudes, valores y normas (saber ser, saber estar, etc.)
9. Potencia los componentes metacognitivos y autorreguladores del conocimiento didáctico del profesor.
10. Considera estrategias para la solución de problemas situados
11. Promueve la clarificación conceptual de la labor docente, el análisis crítico de la propia práctica y la adquisición de estrategias docentes pertinentes.

Las diferentes relaciones que se establecen en el nuevo conocimiento y los ya existentes en la estructura cognitiva del aprendizaje, entrañan la emergencia del significado y la comprensión.
En resumen, aprendizaje significativo es aquel que:
- Produce un cambio cognitivo, se pasa de una situación de no saber a saber.
- Es permanente: El aprendizaje que adquirimos es a largo plazo.
- Está basado en la experiencia, depende de los conocimientos previos.

Esta teoría, fue postulada en la década de los sesenta por el psicólogo cognitivo David Ausubel, y propone cuatro procesos mediante los cuales puede ocurrir el Aprendizaje Significativo:
- Subsunción derivada. Este concepto describe la situación en que la nueva información a aprender es un caso o un ejemplo de un concepto ya conocido. Así pues, supongamos que he adquirido un concepto básico tal como “árbol”. Sé que un árbol tiene un tronco, ramas, hojas verdes y puede tener cierta clase de fruta, y que, cuando han crecido miden más de 4 metros de alto. Ahora aprendo sobre una clase de árbol que nunca había visto, digamos un árbol de caqui, que se ajusta a mi comprensión anterior del árbol. Mi nuevo conocimiento de los caquis se liga a mi concepto de árbol, sin alterar substancialmente ese concepto.

Así pues, un Ausubeliano diría que se ha aprendido sobre los árboles de caqui mediante el proceso del subsunción derivada.
- Subsunción correlativa. Ahora, supongamos que encuentro una nueva clase de árbol que tenga hojas rojas, en lugar de verdes. Para acomodar esta nueva información, tengo que alterar o ampliar mi concepto de árbol para incluir la posibilidad de hojas rojas. He aprendido sobre esta nueva clase de árbol con el proceso del subsunción correlativa.  En cierto modo, se puede decir que este aprendizaje es más “valioso” que el de subsunción derivada, puesto que enriquece el concepto de conocimiento superior.
- Aprendizaje supraordenado. Imaginemos que estoy familiarizado con los arces, robles, manzanos, etc., pero no sabía, hasta que me lo han enseñado, que éstos son todos ejemplos de árboles caducifolios. En este caso, conocía ya a muchos ejemplos del concepto general, pero no sabía el concepto mismo hasta que me fue enseñado.
- Aprendizaje combinatorio. Los primeros tres procesos de aprendizaje implican que nueva información se añade a una jerarquía en un nivel por encima o por debajo del previamente adquirido. El aprendizaje combinatorio es diferente; describe un proceso por el cual la nueva idea es derivada de otra idea que no se sitúa ni más alta ni más baja en la jerarquía, sino al mismo nivel, en una “rama” diferente, pero relacionada. Se da cuando se aprende algo por analogía. Por ejemplo, para explicar la polinización de las plantas, se puede relacionar con un conocimiento previamente adquirido de cómo se fertilizan los huevos de los peces.

El aprendizaje significativo, contribuye a que las personas que realizan sus estudios en línea, puedan discernir de mejor manera la información, ya que fusionan la información previa que se tenía del tema y la que nos presentan en los temas que es más innovada y actualizada, facilitando en entendimiento de la información.

## El papel del profesor
La teoría de Ausubel sugiere que el profesor puede facilitar el aprendizaje significativo por recepción, mediante seis tareas fundamentales:
1. Determinar la estructura conceptual y proposicional de la materia que se va a enseñar: el profesor debe identificar los conceptos y proposiciones más relevantes de la materia. Debe hacer una especie de “mapa” de la estructura conceptual del contenido y organizarlo secuencialmente de acuerdo con esta estructura. Se trata aquí de preocuparse de las “cualidades” del contenido y no de la cantidad. ¿Qué contenidos voy a enseñar?
2. Identificar qué conceptos y proposiciones relevantes para el aprendizaje del contenido de la materia, debería poseer el alumno en su estructura cognitiva para poder aprender significativamente ese contenido. Se trata de identificar conceptos, ideas y proposiciones (subsumidores) que sean específicamente relevantes para el aprendizaje del contenido que se va a enseñar. ¿Cuáles son los conocimientos previos que debe poseer el alumno para comprender el contenido?
3. Diagnosticar lo que el alumno ya sabe; es necesario intentar seriamente “determinar la estructura cognitiva del alumno” antes de la instrucción, ya sea a través de pre-test, entrevistas u otros instrumentos. Evidenciar los conocimientos previos del alumno. ¿Qué sabe el alumno?
4. Enseñar empleando recursos y principios que faciliten el paso de la estructura conceptual del contenido a la estructura cognitiva del alumno de manera significativa. La tarea del profesor es aquí la de auxiliar al alumno para que asimile la estructura de la materia de estudio y organice su propia estructura cognitiva en esa área del conocimiento, a través de la adquisición de significados claros, estables y transferibles. Debe destacarse que no se trata de imponer al alumno una determinada estructura. Por lo tanto, la enseñanza se puede interpretar como una transacción de significados, sobre determinado conocimiento, entre el profesor y el alumno, hasta que compartan significados comunes. Son esos significados compartidos los que permiten el paso de la estructura conceptual del contenido a la estructura cognitiva del alumno, sin el carácter de imposición. ¿Cómo voy a enseñar el contenido? ¿De qué forma guiaré el aprendizaje para que sea significativo al alumno?
5. Permitir que el alumno tenga un contacto directo con el objeto de conocimiento, de esta manera se logra la interacción entre sujeto y objeto, lo que permite que el alumno lleve a cabo un proceso de reflexión al cual llamaremos asociación, de esta manera el alumno une ambos conocimientos y logra adquirir uno nuevo, o por el contrario no los asocia pero los conserva por separado.
6. Enseñar al alumno a llevar a la práctica lo aprendido para que este conocimiento sea asimilado por completo y logre ser un aprendizaje perdurable.

## Pasos a seguir para promover el aprendizaje significativo
- Tener en cuenta los conocimientos previos ya que el aspecto central de la significatividad es la conexión entre los nuevos contenidos y los conocimientos previos.
- Proporcionar actividades que logren despertar el interés del alumno.
- Crear un clima armónico donde el alumno sienta confianza hacia el docente, seguridad.
- Proporcionar actividades que permitan al alumno opinar, intercambiar ideas y debatir.
- Explicar mediante ejemplos.
- Guiar el proceso cognitivo.
- Crear un aprendizaje situado cognitivo.

## Estrategias  de enseñanza
Estrategias para activar conocimientos previos y generar expectativas apropiadas.
| Estrategias de enseñanza   | Efectos esperados por el alumno |
| -------------------------- | --- |
| Ilustraciones              | Activan sus conocimientos previos. Crean un marco de referencia común.                                                                                                 |
| Preguntas Intercaladas     | Permite que practique y consolide lo que ha aprendido. Mejora la codificación de la información relevante . El alumno se autoevalúa gradualmente.                      |
| Señalizaciones             | Le orientan y guían en su atención y aprendizaje. Identifican la información principal, mejoran la codificación selectiva.                                             |
| Resúmenes                  | Facilitan que recuerde y comprenda la información relevante del contenido por aprender                                                                                 |
| Organizadores Previos      | Hacen más accesible y familiar el contenido. Con ellos se elabora una visión global y contextual.                                                                      |
| Analogías                  | Sirven para comprender información abstracta. se traslada lo aprendido a otros ámbitos.                                                                                |
| Mapas y redes conceptuales | Son útiles para realizar una codificación visual y semántica de conceptos, proposiciones y explicaciones. Contextualizan las relaciones entre conceptos y promociones. |
| Organizadores textuales.   | Facilitan el recuerdo y la comprensión de las partes más importantes del discurso                                                                                      |
| Juegos                     | Promueven interés en el alumno. |

## Teoría del aprendizaje
La teoría del aprendizaje significativo de Ausubel ofrece un sustento apropiado para el desarrollo de la labor educativa así como para el diseño de técnicas educacionales coherentes con tales principios, constituyéndose en el marco teórico de la teoría del aprendizaje significativo; permitiendo la asimilación entre información nueva y el conocimiento que ya posee la estructura cognitiva del individuo.
El conocimiento no se encuentra «por naturaleza» en la estructura mental: ha habido un proceso orgánico de ideas, conceptos, relaciones e informaciones vinculadas entre sí, siendo que al llegar información nueva puede ser asimilada en la medida en que logre ajustarse a la estructura conceptual preexistente —la cual, sin embargo, resultará modificada como resultado del proceso de asimilación. [cita requerida]